# Vișeu de Sus
Vișeu de Sus (AFI: /viˌʃe.u de ˈsus/; em húngaro: Felsővisó; em alemão: Oberwischau; em ucraniano: Ви́шово-Ви́жнє) é uma cidade (oraș) do norte da Roménia, que pertence ao distrito de Maramureș e à região histórica de Maramureș, a qual faz parte da Transilvânia. Tem 443,1 km² de área e em 2011 tinha  habitantes (densidade: 33,9 hab./km²). A principal localidade do município ou unidade administrativa (oraș) a seguir a Vișeu de Sus é  Vișeu de Mijloc (em húngaro: Középlápos).

## Geografia
O município situa-se na parte nordeste da parte romena de Maramureș e é limitado a nordeste pela Ucrânia. A cidade propriamente dita de Vișeu de Sus fica num vale estreito junto à confluência do rio Vișeu (um afluente do Tisa) com o rio Vaser, entre os Muntii Maramureș (montes Maramureș), a norte, e os Muntii Rodnei, a sul. O cume mais alto dos Muntii Maramureș é o monte Farcâu, com 1 969 metros de altitude, e mais alto dos Muntii Rodnei é o monte Pietrosul, com 2 303 m de altitude.
A cidade situa-se 60 km a sudeste de Sighetu Marmației, a capital histórica de Maramureș (ou Marmatia), 105 km a leste de Baia Mare, a capital administrativa do distrito romeno de Maramureș, e 23 km a noroeste-oeste de Borșa.
O clima é de tipo continental, com verões amenos (a temperatura média em julho é 20 °C) e invernos frios e com muita neve.

## História
A primeira menção escrita da cidade data de 2 de fevereiro de 1365, num documente que atesta a sua doação pelo rei da Hungria Luís I ao voivoda da Marmatia (em romeno: Maramureș ou Țara Maramureșului). O nome atual é mencionado pela primeira vez em 1385 e em 1489 é mencionada como cidade.
Em 1549 aparece com o nome de Vișeul Nou ("Nova Vișeu") e Intre Rauri ("entre os rios"). No século XVIII, conheceu uma importante colonização germânica, originária principalmente do Tirol e da Baixa Áustria, que fez com que a cidade se desenvolvesse sobretudo graças à exploração florestal, que até à atualidade é a principal atividade económica da região.
A cidade fez parte do Condado de Máramaros do Reino da Hungria e do Império Austro-Húngaro até 1920, quando foi integrada na Roménia pelo Tratado de Trianon. Entre 1941 e 1944 foi novamente anexada pela Hungria, tendo sido devolvida à Roménia no fim da Segunda Guerra Mundial. Na primavera de 1944 os nazis criaram um gueto na cidade, onde agruparam as comunidades judias da região antes da sua deportação para Auschwitz que ocorreu entre 17 e 23 de maio de 1941.

## Economia
A economia local baseia-se principalmente na pecuária e na exploração das imensas florestas da região. Estas ocupam 36 166 ha (81,7% da área do município) e as terras agrícolas apenas 7 108 ha (16%). A exploração florestal sustenta a atividade de várias serrações e fábricas de painéis de madeira maciça e de outros artigos em madeira.
As antigas minas da região, mal geridas, já não funcionam e não há mostras de interesse de qualquer investidor privado retomar essa atividade que no passado causou numerosos problemas de saúde. Nos últimos anos, as autoridades locais tentam promover indústrias que valorizem os dejetos das indústrias de madeira, nomeadamente as biomassas (50 000 m³ por ano) e os resíduos urbanos (60 000 t por ano) para a produção de bioetanol e os dejetos da produção de lignite para a produção de plásticos e pneus por dissociação molecular.[carece de fontes?]

## Caminhos de ferro

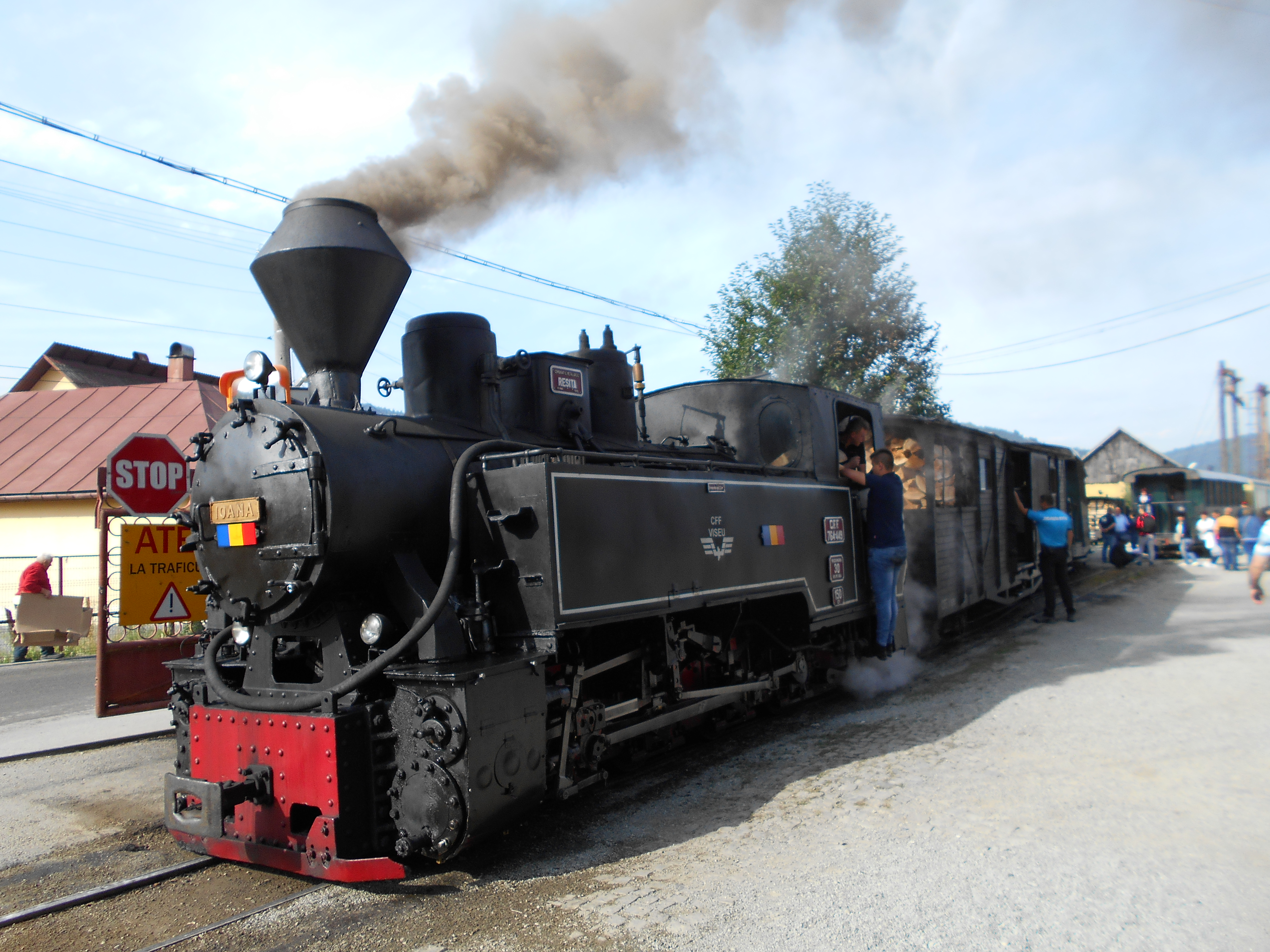
Comboio a vapor na estação de Vișeu de Sus

Vișeu de Sus é o término da única linha com comboios a vapor ainda explorada comercialmente na Europa. A linha sobe parte do vale do rio Vaser até perto da fronteira com a Ucrânia. É usada para fins turísticos e para o transporte de troncos. As árvores são cortadas nas encostas da cabeça do vale e os troncos são levados para baixo de comboio, para serem cortados nas serrações de Vișeu. As sobras de madeira são queimadas nas caldeiras das locomotivas a vapor, embora no século XXI também tenham sido introduzidas locomotivas a diesel.
A linha florestal também tem serviços de passageiros, sobretudo para fins turísticos, até Paltin. No verão, entre junho e setembro, há comboios turísticos a vapor que partem de manhã de Vișeu de Sus e passam pelas estações de Novat, Novat Delta, Glimboaca e Cozia antes de chegarem a Paltin, de onde regressam à tarde.
A estação mais próxima ligada ao sistema ferroviário nacional situa-se em Vișeu de Jos, a 4 km de distância, na Linha 409, que vai de Salva até Sighetu Marmației. O ramal para Borșa, que passa por Vișeu de Sus, foi encerrado ao tráfego de passageiros em 2009, mas em 2014 ainda estava em boas condições para trânsito de carga.[carece de fontes?]

## Demografia
No início do século XX, a maioria da população era germanófona, descendente de imigrantes germânicos, e judia. No recenseamento de 1930, mais de 30% da população era judia, que na década seguinte foi exterminada no Holocausto. Após a Segunda Guerra Mundial, a população tornou-se maioritariamente romena. Depois da Revolução Romena de 1989, o número de habitantes declinou fortemente, devido à emigração para a Alemanha e à baixa natalidade.
| Ano  | Rome- nos | Húnga- ros | Alemães  | Ucrani anos |
| ---- | --------- | ---------- | -------- | ----------- |
| 1910 | 35,5% \|  | 9,9%       | 51,7% \| | 2,9%        |
| 1930 | 40,6% \|  | 4,6%       | 20,5% \| | 2,5%        |
| 2002 | 88,1% \|  | 3,1%       | 6,6% \|  | 1,6%        |

A maior parte da população vive em localidades dos vales: Țipțerai, Valea Poieniței, Valea Vinului, Valea Vaserului, Valea Peștilor, Valea Scradei, Valea Botoaia, Arşiţa, Rădeasa e Vișeu de Mijloc. À exceção desta última aldeia, que tem cerca de mil habitantes, as restantes tê algumas centenas de habitantes cada uma.
Em 2002, 83,5% da população era cristã ortodoxa, 11,2% católica romana  e 3,6% greco-católica.